# Erysimum pirinicum
Erysimum pirinicum är en korsblommig växtart som beskrevs av Ancev och Adolf Polatschek. Erysimum pirinicum ingår i släktet kårlar, och familjen korsblommiga växter. Inga underarter finns listade i Catalogue of Life.